# Энвира

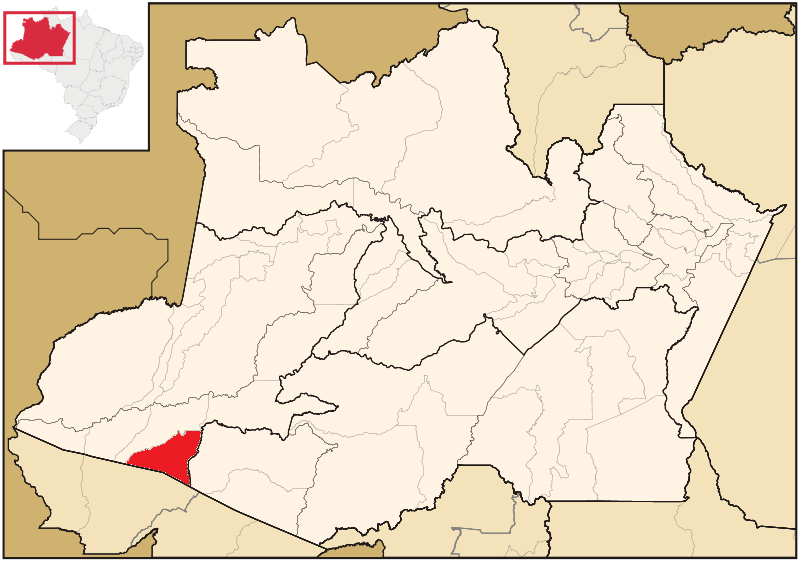
Энвира на карте штата.

Энвира (порт. Envira) — муниципалитет в Бразилии, входит в штат Амазонас. Составная часть мезорегиона Юго-запад штата Амазонас. Входит в экономико-статистический микрорегион Журуа. Население составляет 16 338 человек на 2010 год. Занимает площадь 7505,83 км². Плотность населения — 2,18 чел./км².
Праздник города — 31 января.

## История
Город основан 19 декабря 1955 года.

## Границы
Муниципалитет граничит:
- на северо-востоке — муниципалитет Итамарати
- на востоке — муниципалитет Пауини
- на юге — штат Акри
- на северо-западе — муниципалитет Эйрунепе

## Демография
Согласно сведениям, собранным в ходе переписи 2010 г. Национальным институтом географии и статистики (IBGE), население муниципалитета составляло:
| Полное население                               | Полное население                               | Полное население                               | Полное население                               | 16 338 |
| ---------------------------------------------- | ---------------------------------------------- | ---------------------------------------------- | ---------------------------------------------- | ------ |
| в том числе:                                   | Городское население                            | 10 552                                         | Процент городского населения, %                | 64,59  |
|                                                | Сельское население                             | 5786                                           | Процент сельского населения, %                 | 35,41  |
|                                                | Мужское население                              | 8392                                           | Процент мужского населения, %                  | 51,36  |
|                                                | Женское население                              | 7946                                           | Процент женского населения, %                  | 48,64  |
| Плотность населения, чел/км²                   | Плотность населения, чел/км²                   | Плотность населения, чел/км²                   | Плотность населения, чел/км²                   | 2,18   |
| Население муниципалитета в % к населению штата | Население муниципалитета в % к населению штата | Население муниципалитета в % к населению штата | Население муниципалитета в % к населению штата | 0,47   |

По оценке 2020 года, население муниципалитета составляло 20 293 жителя.

## Важнейшие населенные пункты
| № | Населённый пункт | Населённый пункт (порт.) | Категория         | Население чел. (2010) | На карте                       |
| - | ---------------- | ------------------------ | ----------------- | --------------------- | ------------------------------ |
| 1 | Энвира           | Envira                   | город             | 10 552                | 7°26′05″ ю. ш. 70°01′21″ з. д. |
| 2 | Какау            | Cacau                    | индейская деревня | 188                   | 7°26′03″ ю. ш. 69°58′33″ з. д. |
| 3 | Кулина-ду-Макапа | Kulina do Macapá         | индейская деревня | 178                   | 7°41′19″ ю. ш. 70°37′10″ з. д. |
| 4 | Аруйяна          | Aruianã                  | индейская деревня | 135                   | 7°21′22″ ю. ш. 69°56′40″ з. д. |